# 瑞奇·布萊克摩爾
瑞奇·布萊克摩爾（英語：Ritchie Blackmore，1945年4月14日—）全名為理查德·休·布萊克摩爾（Richard Hugh Blackmore）是英國的吉他手和詞曲作者，他是深紫樂團在1968年創始團員之一，吉他的演奏是使用果醬樂團式混合硬式搖滾的音樂風格。在他的獨奏生涯中，他創立了一個重金屬樂團名為彩虹樂團，融合了巴洛克音樂元素的硬式搖滾音樂。彩虹樂團平穩逐步的邁向流行風格的流行搖滾的音樂主流。後來他又創立一個以民謠搖滾傳統風格的布萊克摩爾之夜樂團，讓自己成為樂團的主唱。他是深紫樂團在2016年4月獲選入駐搖滾名人堂中的其中一個團員。

## 早期生活
布萊克摩爾出生於薩默塞特郡濱海韋斯頓的艾倫戴爾護理院，是劉易斯·J.布萊克摩爾和紫羅蘭的第二個兒子。當布萊克摩爾兩歲時，全家搬到了米德爾塞克斯的赫斯頓。當他11歲時，在某些條件下接受父親給他的第一把吉他時，包括學習如何正確彈奏，所以他學習了一年的古典吉他課程。
在1979年他接受“聲音雜誌”採訪時，布萊克摩爾表示他開始接觸吉他，是因為他想成為像湯米·斯蒂爾那樣的人物，他曾經只是跳來跳去喜歡玩耍。布萊克摩爾討厭學校，恨他的老師。
在學校時，他參加了包括標槍等運動。布萊克摩爾15歲時離開了學校，開始在附近的希思羅機場當無線電技工學徒。他從錄音室吉他手大吉姆·沙利文手中學習電吉他的課程。

## 延伸阅读
- Davies, Roy. . Helter Skelter. 2002. ISBN 1900924315.
- Popoff, Martin. . Metal Blade. 2005.
- Bloom, Jerry. . Omnibus Press. 2006.

## 外部連結
- The Official Blackmore's Night website （页面存档备份，存于）
- 瑞奇·布萊克摩爾在Allmusic上的頁面